# Бангкок Хилтон
«Бангко́к Хи́лтон» (англ. «Bangkok Hilton») — австралийский остросюжетный драматический шестисерийный телевизионный художественный фильм, снятый в 1989 году режиссёром Кеном Кэмероном.
В главных ролях — Николь Кидман, Денхолм Эллиотт и Хьюго Уивинг.
Слоган сериала: «Из плена детства её ждёт последняя тюрьма» (англ. «From the captivity of her childhood, the ultimate prison awaits»).

## Сюжет
1960-е годы, австралийский город Сидней. Адвокат-англичанин средних лет Грэм Грин знакомится с семьёй богатых землевладельцев Фолкнеров. Между ним и дочерью семейства Кэтрин Фолкнер возникает роман, влюбленные проводят вместе ночь. Но вскоре выходит номер британской газеты «The Daily Telegraph» с сообщением о кончине генерала «Льва Дюнкерка» Ангуса Стэнтона и фотографией его сына Хэролда, в котором все узнают Грэма Грина. Выясняется, что в августе 1945 года, в конце Второй мировой войны, Хэролд Стэнтон, будучи военнопленным и заключённым тюрьмы «Бангкок Хилтон», выдал японцам план побега пленных, сделавших подкоп. Все они были казнены японцами. Стэнтон по приговору трибунала был разжалован и уволен из армии. Узнав об этом, Фолкнеры вынуждают дочь порвать все отношения с отверженным. Глава фирмы Джордж МакНейр увольняет Стэнтона, и он уезжает. У Кэтрин Фолкнер рождается дочь.
Спустя двадцать лет выросшая Катрина, разбирая бумаги умершей матери, находит письма Грэма Грина. Со слов матери и бабушки она считала его умершим. В надежде что-либо узнать о нём Катрина отправляется в Лондон, где находит младшего брата своего отца, Джеймса. Он ничего ей не сообщает, и Катрина собирается обратно в Австралию. В офисе авиакомпании она знакомится с молодым человеком, который представляется фотографом Арки Рэганом. Случайно завязавшееся знакомство перерастает в роман. Арки готов помочь Катрине в поисках отца и вместе с ней отправиться в Австралию. Поскольку на прямые рейсы билетов уже нет, Арки предлагает лететь через Индию, где можно заодно и немного отдохнуть. Перед вылетом Арки делает Катрине подарок — фотоаппарат и набор объективов в красивом чемоданчике.
В Гоа Катрина и Арки поселяются в гостинице рядом с пляжем. Рано утром Рэган отправляется «встречать рассвет в старый форт» зайдя в кафе «Пенджаб». Пока Катрина принимает душ, он подкладывает пакеты с героином в двойное дно её чемоданчика для фотопринадлежностей. Поскольку прямых рейсов из Гоа в Австралию нет, Катрина решает лететь через Бангкок и продолжить там поиски отца. Арки ссылается на ужасные климат и транспорт Бангкока, но девушка настаивает, и он соглашается. На вылете из аэропорта наркотики не обнаруживают, и пара улетает в Таиланд.
В Бангкоке Катрина встречается с Ричардом Карлайлом, адвокатом семьи Стэнтонов. Тот сообщает Хэлу Стэнтону о прибытии дочери. Однако отец отказывается от встречи. Он рассказывает Ричарду историю своего романа с Кэтрин Фолкнер. Стэнтон вспоминает войну: оказавшись в плену после падения Сингапура, он выдал заговорщиков, иначе японцы казнили бы двоих за каждого сбежавшего. Казнь заговорщиков состоялась за 1 день до атомных бомбардировок Хиросимы и Нагасаки, незадолго до капитуляции Японии. С этой виной он живёт всю жизнь, оторванный от своей страны, от семьи, от женщины, которую любил. Он не хочет растравлять сердце встречей с Катриной.
Ничего не добившись, Катрина вместе с Арки собирается вернуться в Австралию. На таможне в чемоданчике девушки обнаруживают героин. Её задерживают на паспортном контроле. Арки скрывается при задержании Катрины и улетает.
Девушке предъявляют обвинение в контрабанде наркотиков, что в Таиланде карается смертной казнью. Катрину отправляют на предварительное заключение в тюрьму Лунгжао с названием «Бангкок Хилтон», в которой её отец находился в плену.  Катрина знакомится с заключённой Мэнди. Мэнди и её умственно отсталый брат Билли тоже арестованы за контрабанду наркотиков и ждут суда. Используя самодельный ключ, Мэнди регулярно пробирается через мусорную шахту в мужскую часть тюрьмы, чтобы навещать брата.
Во время визита Карлайла Катрина просит передать отцу дневник своей матери в надежде на встречу с ним. Прочитав дневник, Хэл Стэнтон приходит в тюрьму на свидание, однако представляется ей помощником Карлайла Биллом Уортингтоном. Во время беседы девушка решительно отрицает свою вину во вменяемом ей преступлении. Убедившись в невиновности Катрины, Карлайл и Стэнтон берутся защищать её в суде. Стэнтон находит следы исчезнувшего Арки, тот оказывается настоящим профессионалом своего «дела», каждый раз меняющим фамилии и паспорта. Стэнтон находит девушку, которой Арки подарил такой же чемоданчик, но она сломала ногу перед полётом в Индию и Арки её бросил. Стэнтон находит отель в Гоа, выясняет, что Арки приезжает туда с разными девушками, и едва не догоняет его на взлётном поле аэродрома.
Мэнди и Билли, признавших себя виновными, ещё раньше приговаривают к смерти и расстреливают. Суд признаёт Катрину виновной по статье 65 части 12 за транспортировку чистого героина с целью его распространения и приговаривает её к смертной казни.
Единственным шансом остаётся побег. Хэл вспоминает, что заключённые, которых он выдал сорок лет назад, планировали бежать через вырытый подкоп и подземные туннели. Он предполагает, что, поскольку война закончилась вскоре после неудавшегося побега, японцы явно не успели ликвидировать подкоп, а тайцы вообще могли не знать о нём. Стэнтон передаёт Катрине подробную схему здания тюрьмы с указанием пути. С помощью подкупа надзирательницы Катрина получает доступ к вещам Мэнди, среди которых находит ключ от двери в мужское отделение. Ночью она проделывает тот путь, который когда-то показала ей Мэнди, затем пробирается в лазарет, где, руководствуясь планом, обнаруживает и раскапывает заваленный подкоп. В тюрьме начинается побудка. Карлайл и Стэнтон ожидают на катере у входа в подземелье. Стэнтон спускается в затопленный туннель и выводит наружу Катрину. В аэропорту таможенник пристаёт к Катрине с вопросами, почему она улетает спустя два дня после прибытия, на что Стэнтон отвечает, что девушка прилетела навестить его, а он её отец. Потрясённая Катрина едва успевает на самолёт.
Арки приезжает в Гоа с очередной девушкой, но в отеле его уже поджидает Хэл Стэнтон. Катрина и её отец встречаются с девушкой. Когда Арки уходит «встречать рассвет в старом форте», девушка сообщает в полицию, и Арки арестовывают с полной сумкой героина, только что принятой у поставщиков. Арестованного с поличным Арки проводят мимо столика Катрины.
Катрина с отцом, обнявшись, идут по пляжу.

## В ролях
- Николь Кидман — Катрина Стэнтон (Фолкнер), дочь Хэла Стэнтона
- Денхолм Эллиотт — Грэм Грин, адвокат / Хэл (Хэролд) Стэнтон, разжалованный по приговору трибунала капитан ВС Великобритании, отец Катрины
- Хьюго Уивинг — Ричард Карлайл, адвокат Хэла Стентона из юридической компании в Бангкоке
- Джой Смитерс — Мэнди Энгелс, заключённая тайской тюрьмы «Бангкок Хилтон», сокамерница и подруга Катрины
- Норман Кэй — Джордж МакНейр, шеф Грэма Грина в Сиднее
- Джером Элерс — Арки Рэган, фотограф, знакомый Катрины, наркодилер
- Ноа Тэйлор — Билли Энгелс, умственно отсталый брат Мэнди, заключённый мужской части тайской тюрьмы «Бангкок Хилтон»
- Герда Николсон — леди Фолкнер, мать Кэтрин Фолкнер
- Полин Чан — Кан («Надзиратель-красотка»), надзирательница в тайской тюрьме «Бангкок Хилтон»
- Льюис Фиандер — Джеймс Стентон, младший брат Хэла Стентона, живущий в Лондоне
- Ричард Картер — детектив Кинг
- Тан Чандравирой — майор Сара, офицер из бюро по борьбе с наркотиками
- Джуди Моррис — Кэтрин Фолкнер, мать Катрины Стентон
- Люси Байлер — Сара, дочь Джеймса Стентона, кузина Катрины
- Кларисса Кэй — миссис Кэмерон
- Джон Алансу — сержант тайской полиции
- Винсент Болл — британский атташе

## Производство
Съёмки проходили в Сиднее (Австралия), Таиланде, Индии и Великобритании.
Существует несколько версий монтажа сериала для проката в разных странах мира.
Оригинальная австралийская версия 1989 года состояла из 3 двухчасовых эпизодов (включая рекламное время). Общая продолжительность составила приблизительно 4,5 часа. Эту же версию показывали в США на канале «TBS» в 1991 году.
В 2000 году сериал был издан в Великобритании на 2 DVD. Каждый эпизод урезали вдвое, в итоге на каждом из дисков было по 3 эпизода. Браком этой версии было отсутствие субтитров во многих сценах в Таиланде.
Нелицензионная версия сериала, существовавшая до официального релиза в России, была урезана: общая продолжительность — 90 минут, лишь третья часть от всего сериала.
Последнее DVD-издание, выпущенной в Австралии в 2005 году, состоит из 3 эпизодов. Изображение было сильно урезано сверху и снизу с формата 1.33:1 до 1.78:1 для телевизоров с широким разрешением (англ. widescreen televisions). В результате этого были созданы новые открывающие и финальные титры, а также перемонтирована финальная сцена, во время которой начинают появляться титры.